# 베이네르 레오

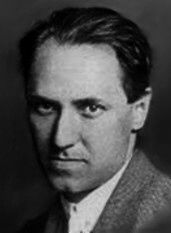
베이네르 레오

베이네르 레오(헝가리어: Weiner Leó, 1885년 4월 16일 ~ 1960년 9월 13일)는 버르토크 벨러, 코다이 졸탄과 같은 세대에 속하는 헝가리의 작곡가로, 이 두 사람과 같이 부다페스트의 아카데미에서 한스 케슬러에게 사사하였다. 그 뒤 빈·베를린·라이프치히·파리에 유학하였고 1913년부터 모교에서 이론을 가르쳤다. 또 그 곳의 코미크 오페라의 코치로도 있었다. 관현악곡, 실내악곡, 피아노곡 등을 작곡하였으나 새로운 낭만적인 작풍의 소유주로 알려져 있다.